# Cecilia Månsdotter (Eka)
Cecilia Månsdotter (Eka), född efter 1475, död 1522 i pesten under fångenskap i Blåtårn (Köpenhamns slott), var en svensk adelskvinna. Hon är framförallt känd för att hon var mor till den svenske kungen Gustav Vasa. 
Hon var dotter till Sigrid Eskilsdotter (Banér) och Måns Karlsson (Eka). Hennes mor gifte senare om sig med Nils Eriksson (Gyllenstierna), och deras dotter Kristina Nilsdotter (Gyllenstierna) (gift med riksföreståndaren Sten Sture den yngre), var alltså Cecilias halvsyster. Cecilia gifte sig med Erik Johansson (Vasa) (född omkring 1465, avrättad under Stockholms blodbad 1520) och fick med honom åtta barn.
Cecilia blev änka då hennes make avrättades under Stockholms blodbad 1520. Hon fängslades tillsammans med sina döttrar, men blev av kung Kristian II lovad friheten om hon övertalade sin son Gustav att underkasta sig honom. Hon accepterade förslaget och skrev till honom och försökte övertala honom, men misslyckades. Våren 1521 fördes hon med sina döttrar och sin mor till Köpenhamn, där hon tillsammans med ett antal andra svenska adelsdamer fängslades. Enligt legenden mördades hon av kung Kristian som hämnd för att hennes son erövrat den svenska tronen, genom att tvingas sy en säck, som hon sedan dränktes i genom att hon syddes in i den och kastades i havet. I verkligheten antas hon dock ha avlidit i pesten. 
Barn:
1. Birgitta.
2. Gustav (1496–1560), kung av Sverige 1523–1560.
3. Margareta  (-1536). Gift med Joakim Brahe och Johan av Hoya.
4. Magnus. Uppgifter i äldre litteratur om att han skall ha dött 1529 kan inte vara riktiga.
5. Märta, pestdöd 1522 under fångenskap i Blå tornet i Köpenhamn.
6. Johan.
7. Emerentia, pestdöd 1522 under fångenskap i Blå tornet i Köpenhamn.
8. Anna, död ung i Vadstena kloster.

Rasmus Ludvigsson anger att Cecilia och Erik fick åtta barn. Av dessa är förutom de mycket välbelagda Gustav och Margareta endast Märta och Emerentia kända från andra källor.